# Dubbelgångaren (Fjodor Dostojevskij)
Dubbelgångaren (ryska: Двойник, Dvojnik) är en kortroman av Fjodor Dostojevskij. Den var publicerad 1846, kort efter debutromanen Arma människor. Den första svenska översättningen publicerades 1947 och en nyöversättning 2004. Romanen handlar om en man som upptäcker att han har en dubbelgångare.